# Prêmio Brasil Paraolímpico
Prêmio Brasil Paraolímpico foi um prêmio dado de 2008 a 2010 a atletas paralímpicos brasileiros.
O prêmio foi uma iniciativa do Instituto Superar, uma ONG que dá suporte a atletas paralímpicos.
Em 2011, ele passou a se chamar Prêmio Brasil Paralímpico.
Até 2012, ele era o único a homenagear atletas paraolímpicos brasileiros.

## Edições
| Edição                                | Ano  | Ref. |
| ------------------------------------- | ---- | ---- |
| I - Prêmio Brasil Paraolímpico 2008   | 2008 |      |
| II - Prêmio Brasil Paraolímpico 2009  | 2009 |      |
| III - Prêmio Brasil Paraolímpico 2010 | 2010 |      |